# 椰棗
椰棗（學名：Phoenix dactylifera），又称棗椰樹、海枣、棕栆、波斯枣、伊拉克蜜棗、无漏子、番枣、海棕、仙枣，为棕榈科刺葵属的植物。棗椰樹具有耐旱、耐碱、耐热而又喜歡潮濕的特點。樹龄可達百年。
果實產量高，是西亞一些國家的重要出口農作物。棗椰樹在阿拉伯神話和伊斯蘭教中具有重要地位，沙烏地阿拉伯國徽的上方就是棗椰樹。另基督教中之棕樹節及猶太教中之住棚節亦與棗椰樹有關，可視為中東宗教傳統的一大特色。作为一種外来植物也十分受希臘人的喜爱，常常用其枝葉形状裝飾在神殿的四周，另外椰棗的營養價值高，亦被稱為“沙漠麵包”，沙烏地阿拉伯人稱其為“生命之樹”；只要每天吃7粒椰棗搭配駱駝奶即可存活。伊拉克人則稱椰棗為“綠色金子”。

## 形态
椰棗树为常绿大乔木，树干高大挺直；羽状复叶丛生顶端，叶片狭长，类似于椰树；椰棗树雌雄异株，长椭圆形果实状似枣，味甘甜，可食用、制作蜜饯。
- 椰枣的果序
- 果序
- 不同品种的椰枣果实：左边为软果，右边为硬果

## 分布
椰棗已被引入澳洲，西班牙，北非加那利群島，馬德拉群島，佛得角，毛里求斯，留尼汪，阿富汗，巴基斯坦（海爾布爾），印度，以色列，台灣，伊朗，中國（福建，廣東，廣西，雲南），斐濟，新喀里多尼亞，美國（加利福尼亞州，內華達州，亞利桑那州，佛羅里達州），波多黎各，墨西哥北部，薩爾瓦多，開曼群島和多明尼加共和國。

## 椰棗与外交

### 甘比亞與中華民國
椰棗由於含豐富的醣分及蛋白質，兼且體積不大，易於攜帶及儲存，成為了沙漠地區民眾重要的替代食品。另一方面，椰棗亦很適合在氣候炎熱的甘比亞生長。因此，中華民國駐甘比亞技術團技師孫振華透過蒐集從超級市場購買而食用的進口椰棗的核種，委請私人苗圃培育，前後合共約兩年半，成功育出30公分高的椰棗幼苗500株，並轉送與甘比亞政府與農民種植。估計這些幼苗可以為農民提供長達40年的穩定生產收入。

### 伊拉克蜜枣与中華人民共和國
1960年代，中国物资匮乏，货币超发。为控制通货膨胀，主管经济的陈云用不限量供应一些高价果蔬类商品的方法回笼货币，减轻了通膨压力。其中就包括进口的伊拉克蜜枣、古巴砂糖，阿尔巴尼亚香烟，在物资匮乏的年代成了一代人甜蜜的记忆。

## 延伸阅读
[在维基数据编辑]
 《欽定古今圖書集成·博物彙編·草木典·無漏子部》，出自陈梦雷《古今圖書集成》
 《植物名實圖考·無漏子》，出自吳其濬《植物名實圖考》